# طباعة كهربائية
الطباعة الكهربائية أو الطباعة الكهربية عملية إعادة تحضير الحروف الطباعية والنقوش على صفيحة معدنية، وتتم بالترسيب الكهربائي. وهي عملية يحدث فيها ترسب المعدن على سطح بالأساليب الكيميائية والكهربائية،ويعد الترسيب الكهربائي نوعًا من أنواع التشكل الكهربائي.

## توطئة

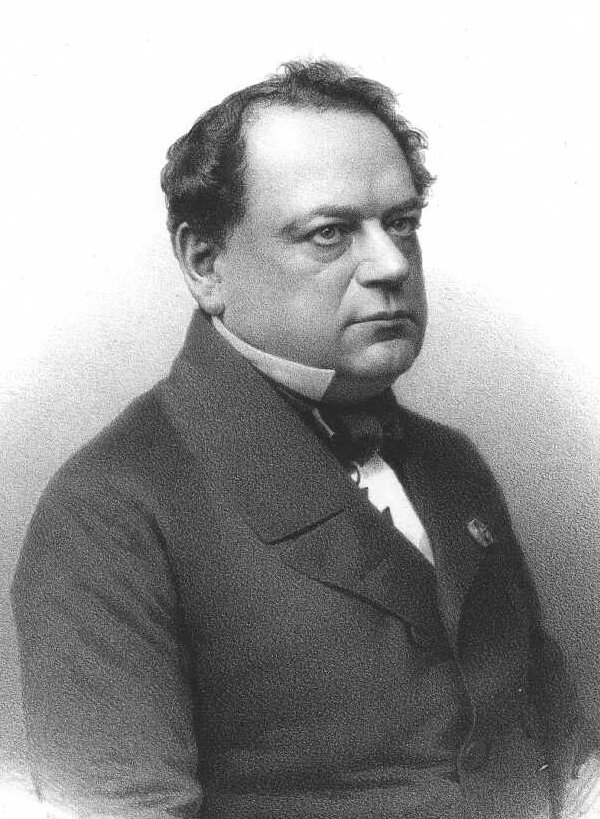

وقد استُخدمت الطباعة بالكهرباء ذات مرة في طباعة أنوع متعددة من الكتب والمجلات والمواد التجارية الأخرى. وقد أدى التطور في أساليب الطباعة الحديثة منذ عام 1960م، إلى تراجع في استعمال الطباعة الكهربائية.

## طريقة الإستخدام
وتُستخدم هذه العملية اليوم في طباعة بعض المجلات ذات الانتشار الواسع فقط. يتم أولاً صناعة قالب من بلاستيك الفينيل أو قالب من الشمع أو أي نموذج من مواد أخرى يراد طباعتها كهربائيًا. ثم تغطى سطوح قوالب البلاستيك بمحلول نترات الفضة، وسطوح قوالب الشمع بالجرافيت حتى تصير ناقلة للكهرباء.
ويُعلَّقُ القالب في محلول طلاء النحاس الذي يتألف من كبريتات النحاس وحمض الكبريتيك. ثم يوصَّل القالب بالطرف السالب من مصدر التيار الكهربائي.
وترسِّب العمليات الطبيعية للتحليل الكهربائي طبقة من النحاس على القالب سمكها نحو 0,2 ملم. ويحتاج ذلك إلى نحو ساعتين يتم بعدها نزع طبقة النحاس من القالب وتشذيبها حتى تصبح بالحجم المناسب. ثم تستعمل اللواصق بالحرارة والضغط لربط طبقات النحاس بقطع مقوسة من المعدن تتناسب مع أسطوانات المطبعة.
وهناك عدة عمليات تختلف عن هذه العملية. ففي صفائح النيكل الطباعية المرسبة كهربائيًا، على سبيل المثال، يبدأ أولاً بترسيب نحو 0,03 ملم من النيكل على القالب، ثم يتم نقل القالب إلى محلول النحاس، حيث يرسب 0,18ملم من النحاس فوق النيكل. وفي بعض الأحيان يتم طلاء صفائح النحاس الطباعية المرسبة كهربائيًا بالنيكل لجعلها أكثر مقاومةً للبلَى. وعند طَلَب عددٍ كبير من النسخ تُطْلَى صفائح النحاس الطباعية المرسبة كهربائيًا بالكروم. وللحصول على أحسن أنواع الصفائح الطباعية المرسبة كهربائيًا، يتم صناعة القالب من لوح رقيق من الرصاص بدلاً من البلاستيك أو الشمع.